# Брегалниця
Брегалниця (мак. Брегалница) — друга за величиною річка в Республіці Македонія. Витікає в лісовій частині гір Малешево, поблизу Пехчево, і проходить через міста Пехчево, Берово, Делчево, Македонска-Камениця, Виниця, Кочани та Штип, а потім впадає в річку Вардар, перш ніж продовжувати шлях до Егейського моря. Останнім часом проблеми з забрудненням річок виникли через те, що багато заводів, розташованих у містах, де проходить Брегалниця, використовують її для скидання промислових стічних вод. У цій місцевості відбулася битва під Брегальницею.

## Басейн Брегалниці
Вододіл Брегалниці за проєктом управління басейном річки Брегальниця, охоплює територію 4.307 км², що становить близько 21 % басейну річки Вардар і 17 % всієї території країни. Зі східної сторони межує з Болгарією, з півдня — місцевістю річки Струмиця, з півночі — річкою Пчиня та з заходу — з річкою Вардар. Середня висота вододілу Брегалниці — 772 м. Район річки включає в себе муніципалітети Берово, Делчево, Зрновці, Карбинці, Кочани, Македонска-Камениця, Пехчево, Виниця, Пробиштип, Чешиново-Облешево і Штип . Крім того, вододіл Брегалниці також охоплює всі території муніципалітетів Лозово і Светі-Ніколе (Вардарська область) та Конче (Південно-Східний регіон). Значна частина території общини Кратово (25 %) також належить до басейну Брегалниці. Незважаючи на те, що межі району Брегалниці значною мірою перетинаються з межами муніципалітетів, невеликі частини муніципалітетів Радовиш, Неготіно, Градське, Велес, Куманово та Крива Паланка також входять до нього.

### Геологія
Геологічно східна частина Македонії, включаючи вододіл Брегалниця, належить до родопської системи (сербсько-македонський масив), що складається з кристалізованих сланців та гранітів. Формування цих гір відбулося в палеозої, розломи утворилися пізніше в Третинному періоді. Сьогодні вододіл характеризується різноманітною структурою рельєфу, що містить рівнини, долини, горбисті та гірські райони.

### Клімат
Клімат у вододілі Брегалниця відносно сухий і належить до мінливого континентального клімату. Літо довге і сухе, з температурою до + 41 °C, а зима тепла і волога. Рідко зимова температура може опускатися до -22 °C. Середньорічна температура в рівнинах становить 12,9 °C, а у вищих частинах, як Малешево, близько 8,7 °C. Середньорічна кількість опадів у регіоні коливається від 506 мм у полі Кочани до 672 мм у Малешево. Найбільше опадів у квітні та травні, а найменше — у липні та серпні. Сніг випадає з грудня по березень.

### Флора і фауна
Специфічні кліматичні умови, а також геологічне різноманіття в регіоні створюють умови для неоднорідної природної рослинності та висотної диференціації. Велика кількість лісів в регіоні пов'язана з існуванням 25 різних деревних порід, з багатьма іншими підвидами. Ліси відіграють важливу роль у затриманні води та зменшенні ерозії, а також у збереженні біорізноманіття. Загальна площа лісів на водозбірній ділянці становить 1157 км², або близько 27 % території. Регіон характеризується великою різноманітністю видів тварин, таких як земноводні, плазуни, комахи, птахи та ссавці. Птахи та ссавці утворюють численні асоціації, але багато окремих тварин також можна зустріти від найнижчих до найвищих місць. Фауна особливо багата на лісові масиви.

### Ресурси
Цей регіон багатий мінеральними ресурсами, в тому числі важливих шахт з свинцю-цинку в Злетово, Добрево і Македонській Кам'яниці . Мінерали заліза та титану виявлені в масиві Осогово. У Делчево на зразках річки Брегалниці виявлені родовища золота, а також алювіальне золото. На Радовиші розташована велика мідна шахта «Бучим».

## Річка Брегалниця
Загальна довжина річки Брегалниця становить 225 км, а площа водозбору близько 742,5 км². Річка Брегалниця має 6 приток з лівого боку (Ратевська, Осойниця, Зрновська, Козячка, Отиня та Лакавиця) та 6 приток з правого боку (Желевиця, Каменичка-Река, Оризарська-Река, Кочанська-Река, Злетовиця та Светінікольська-Река). На річці побудовано 6 великих водосховищ.

Витоки річки розташовані в лісовій частині Малешевських гір, біля кордону з Болгарією, на схід від міста Пехчево, на висоті близько 1690 м. Річка Брегалниця впадає у Вардар на 137 м над рівнем моря, біля села Градсько. 

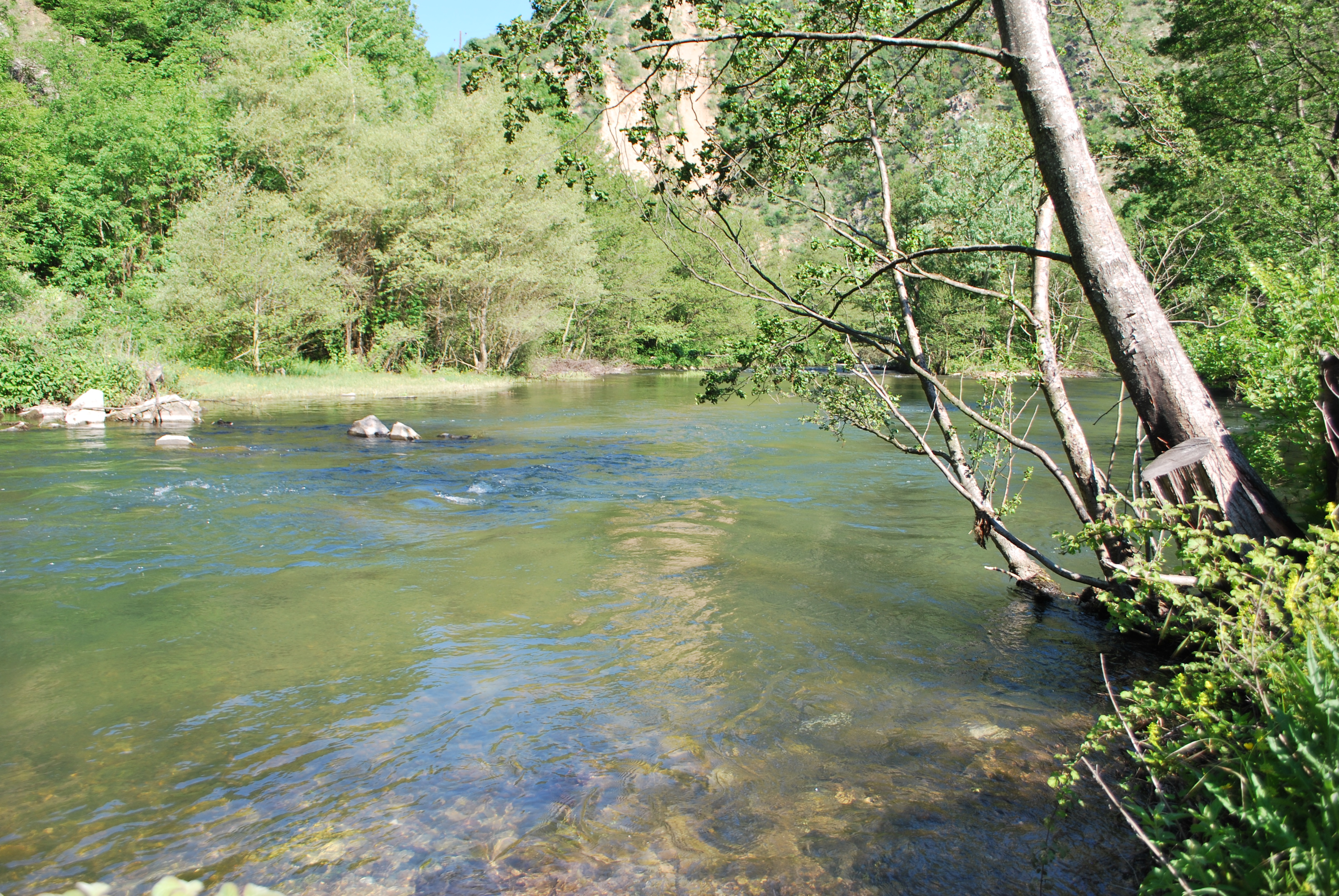
Річка Брегалниця біля Виниці
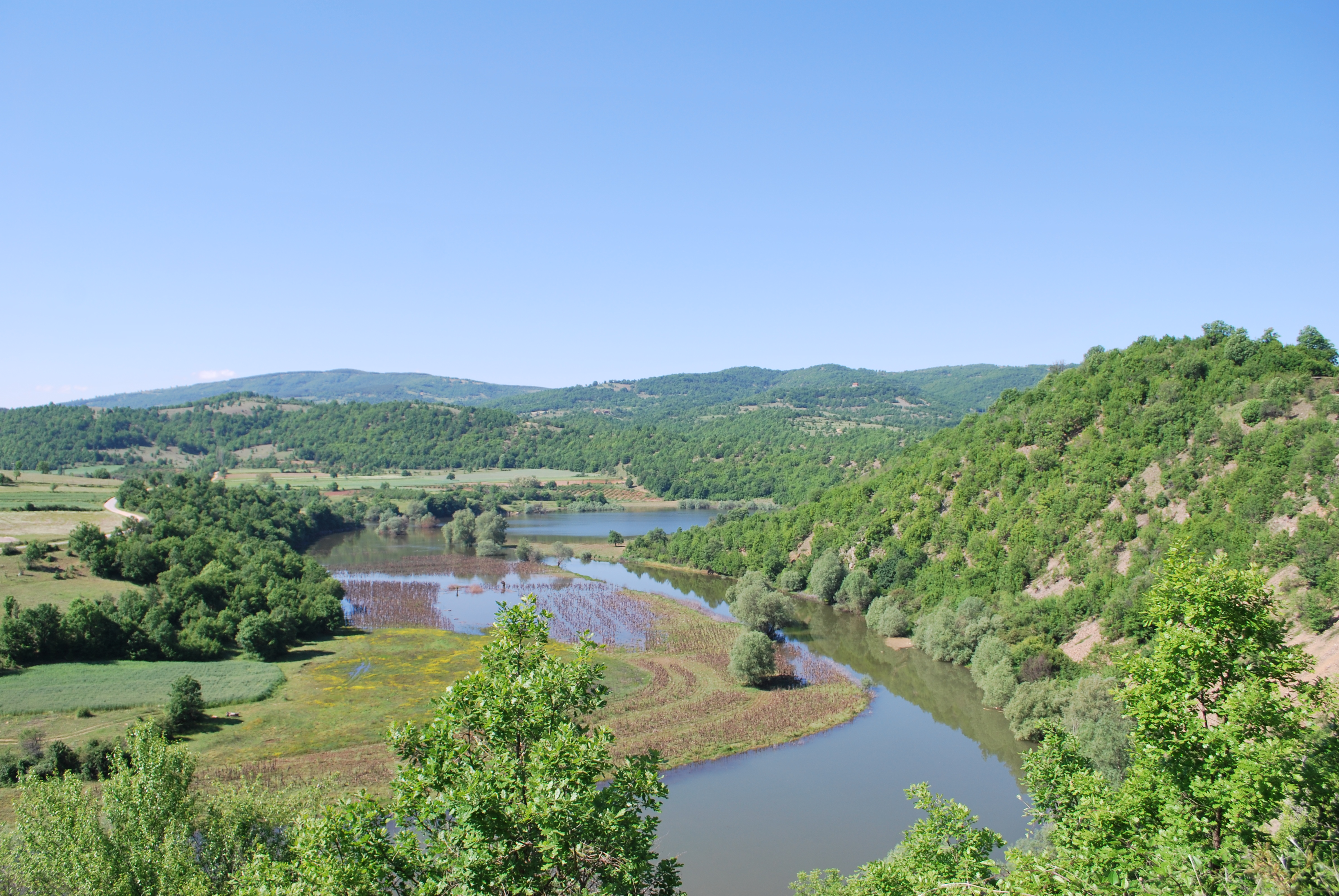
Річка Брегалниця біля села Тодорівці, поблизу озера Калиманці
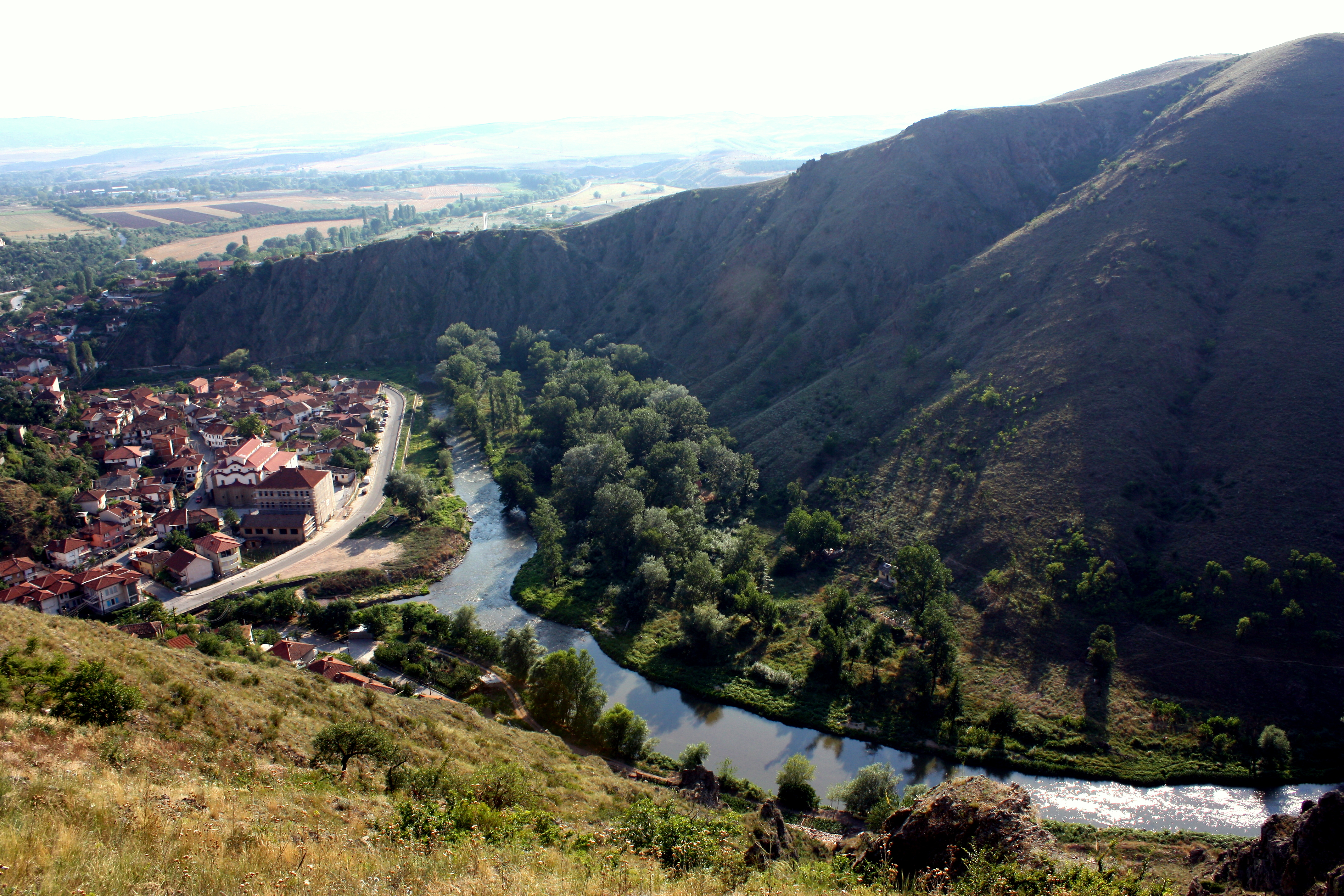
Брегалниця біля Новосело, Штип
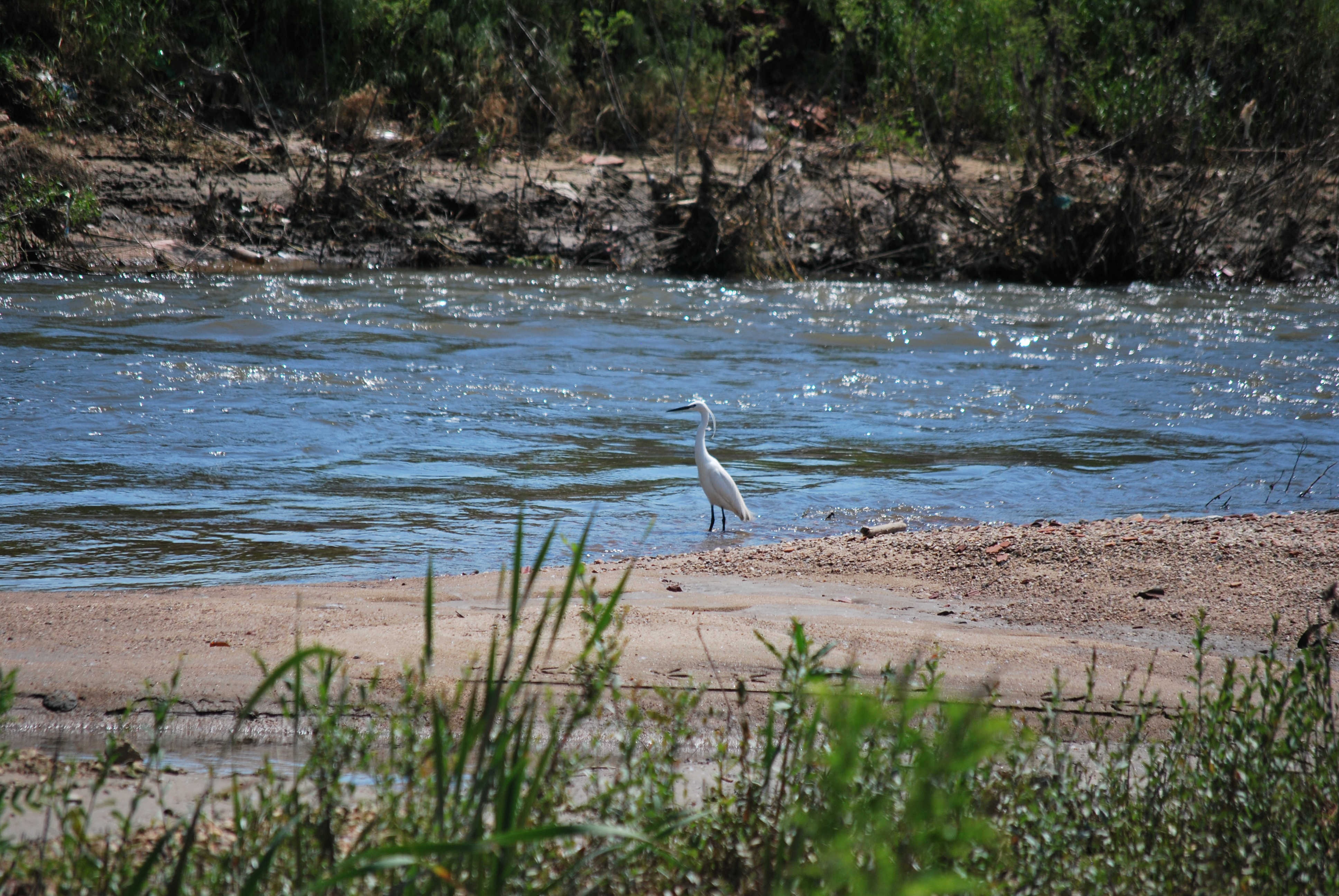
Брегалниця поблизу м. Кочани і с. Зрновці
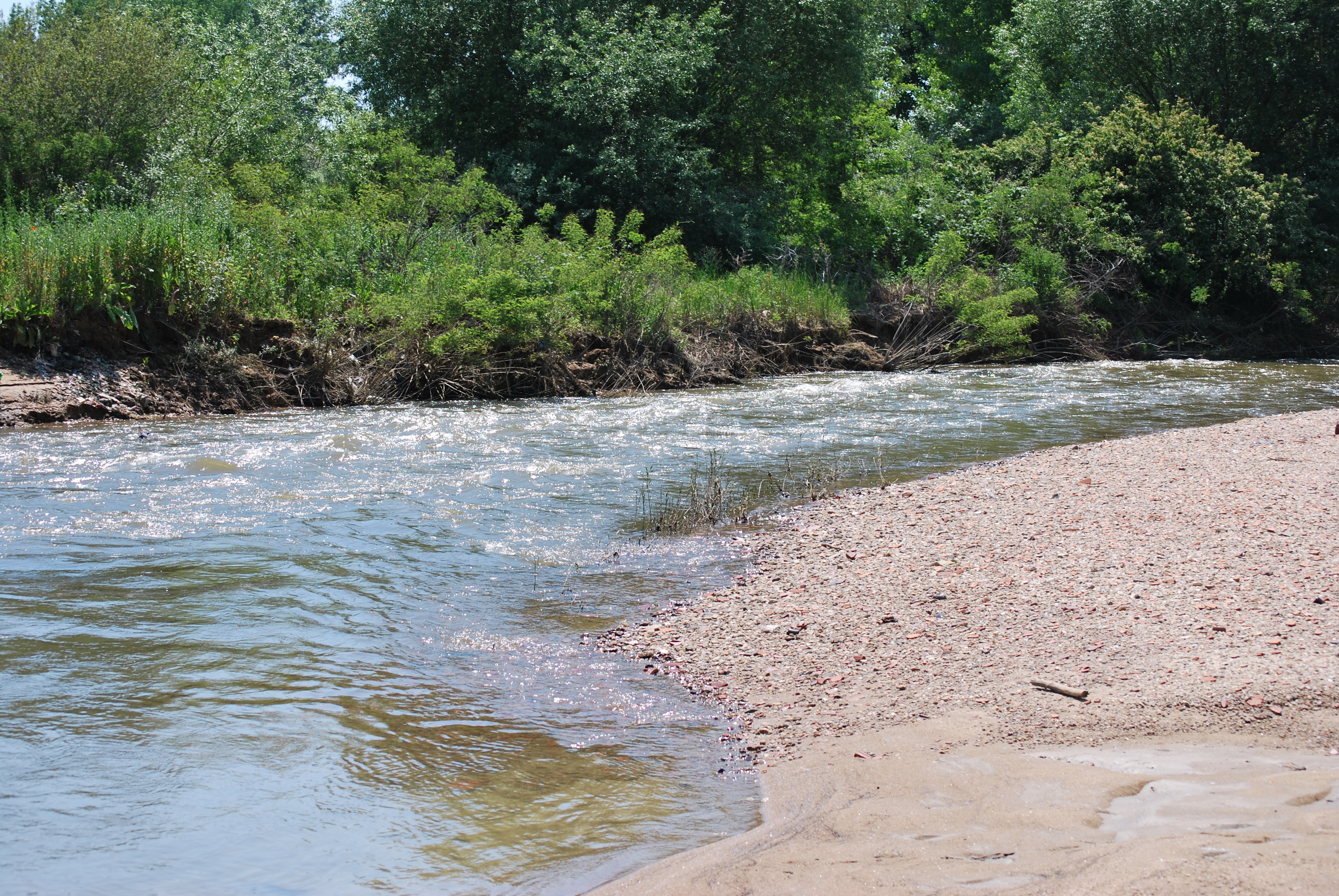
Брегалниця поблизу м. Кочани і с. Зрновці
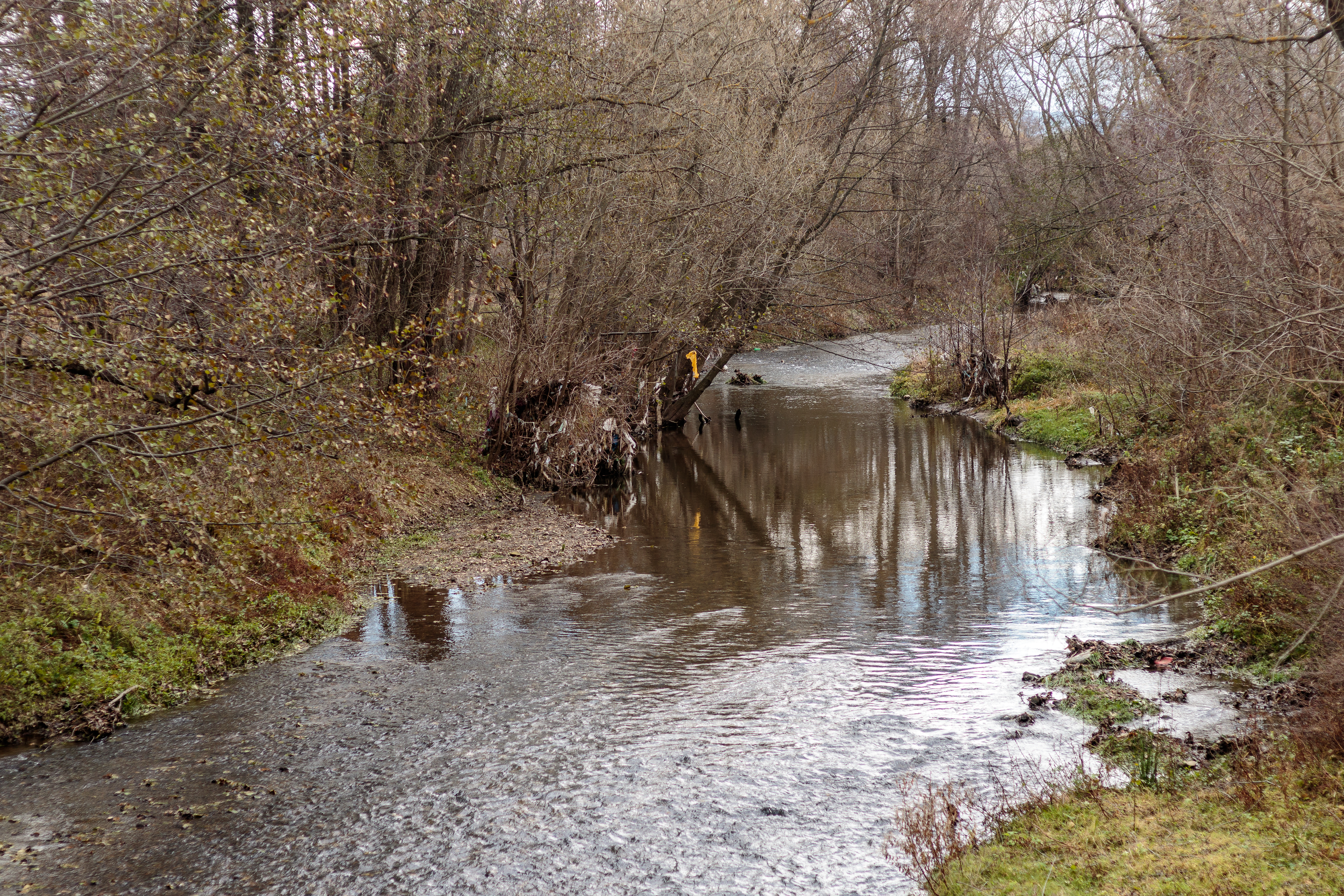
Брегалниця перед селом Мачево
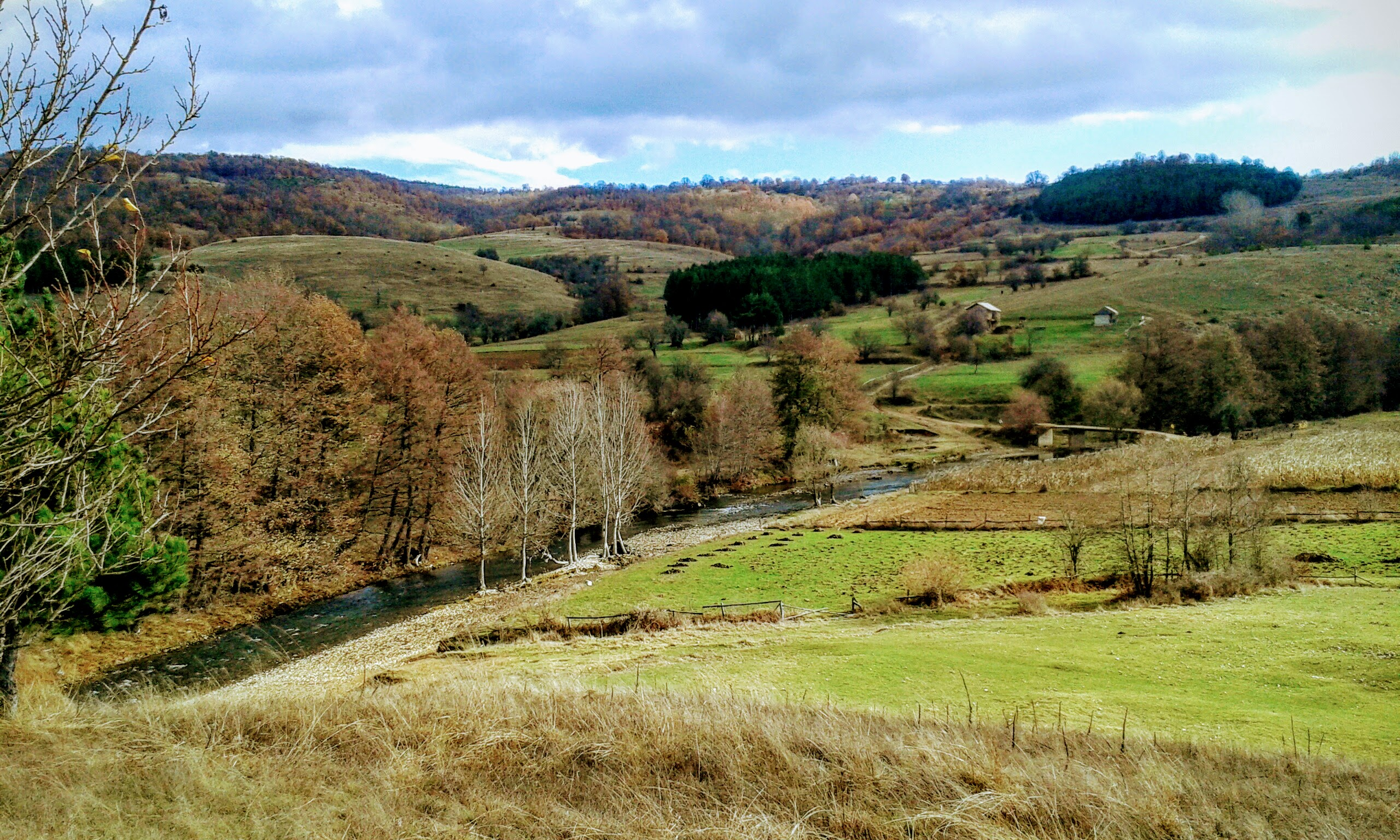
Брегалниця біля села Митрашинці
- Файл:== Галерея ==

Брегальниця біля річки Равна-Река

## Галерея

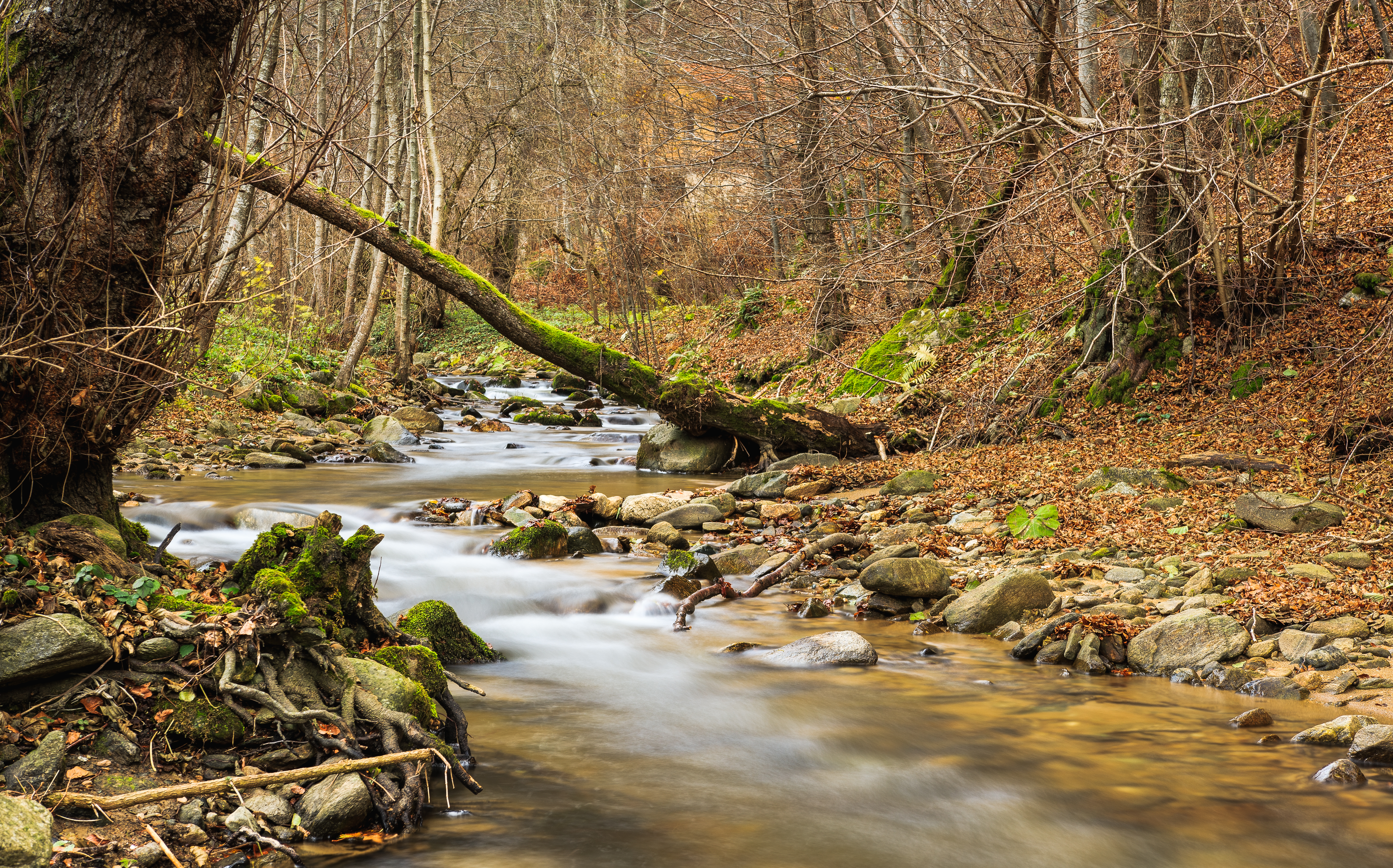
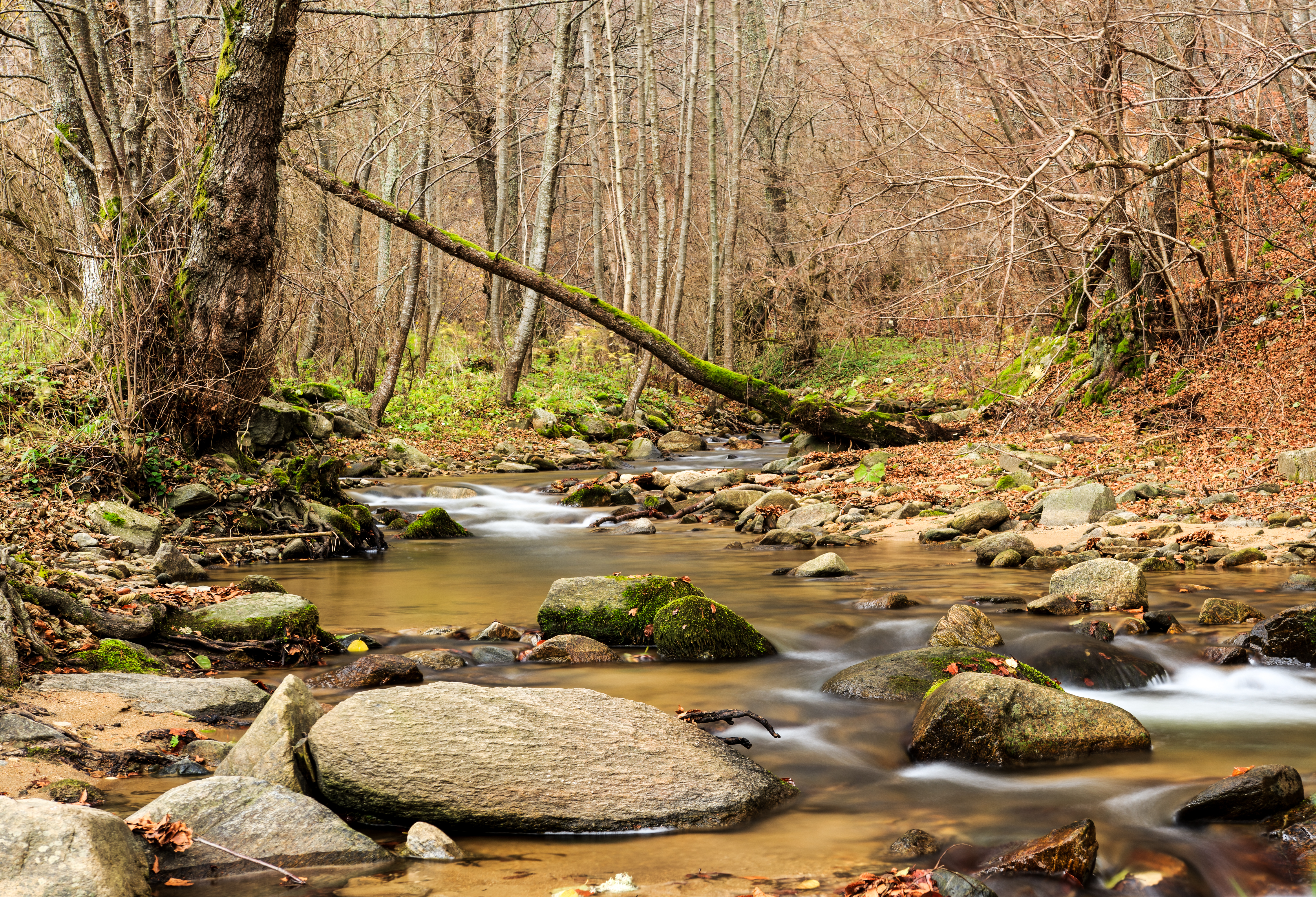
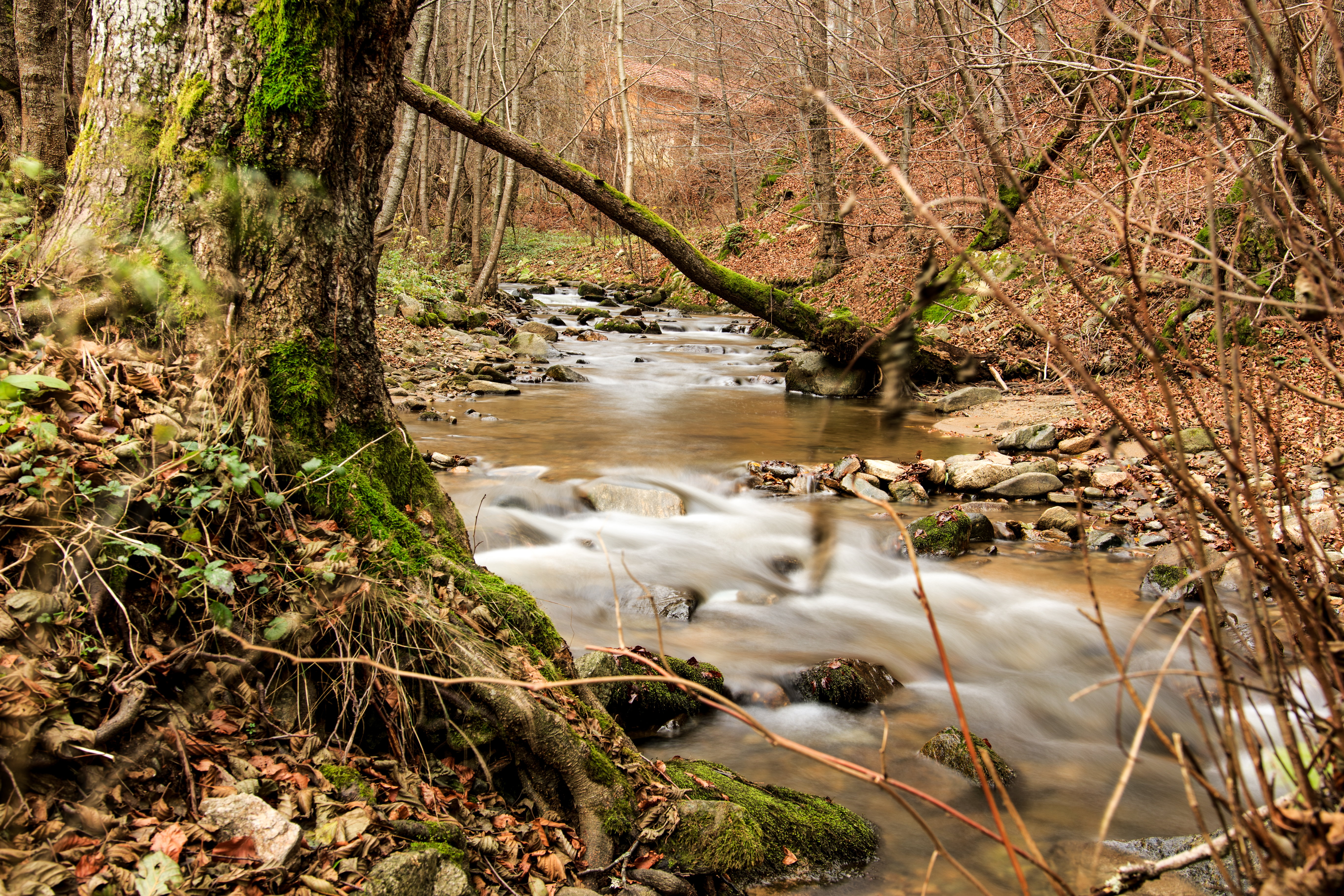
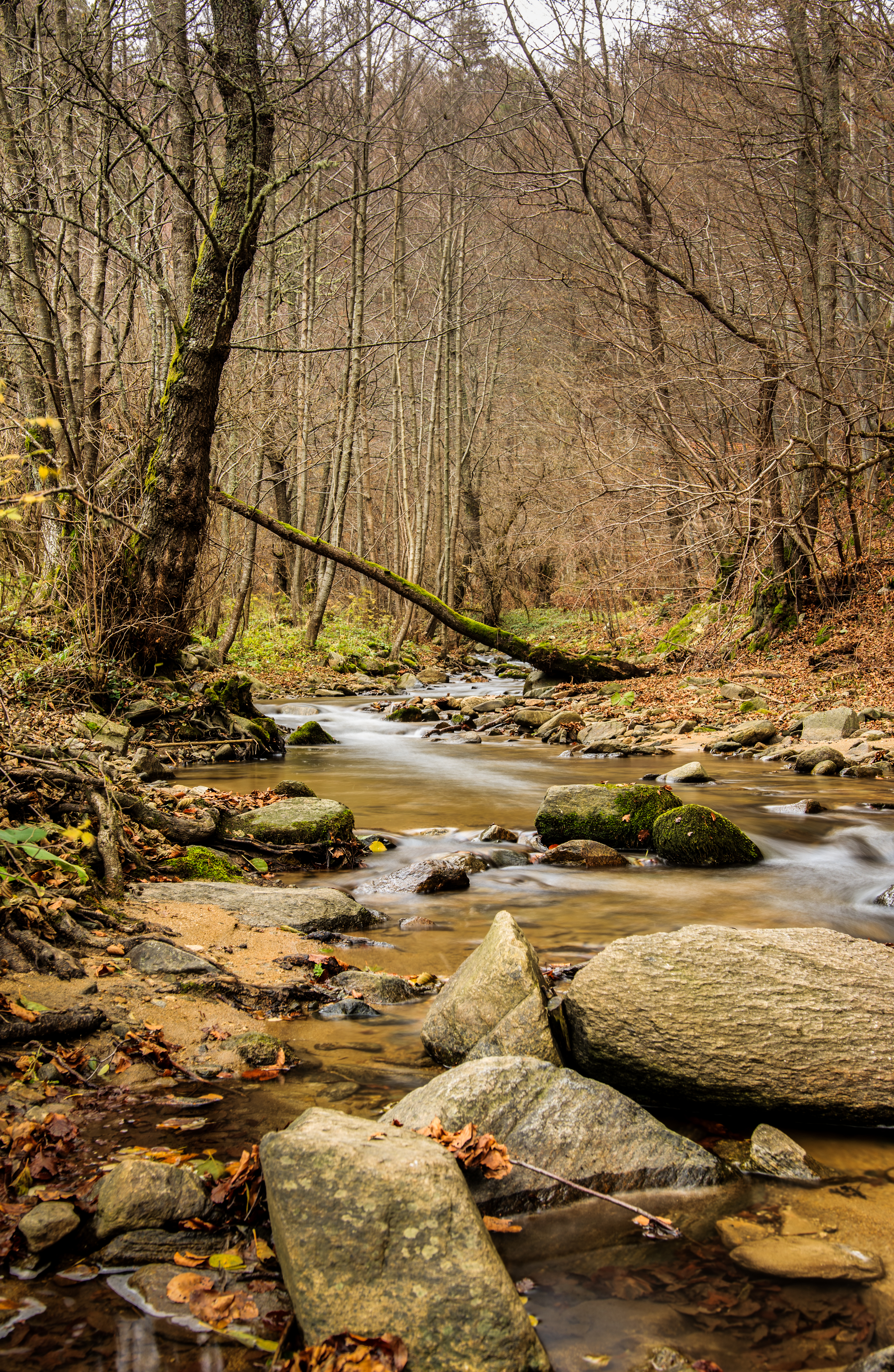

## Пов'язані
- ФК Брегалниця — футбольний клуб названий іменем річки
- Брегалницька єпархія — єпархія МПЦ
- Битва під Брегалницею — битва між Болгарією та Сербією у Другій Балканській війні